# Danilo Kocjančič

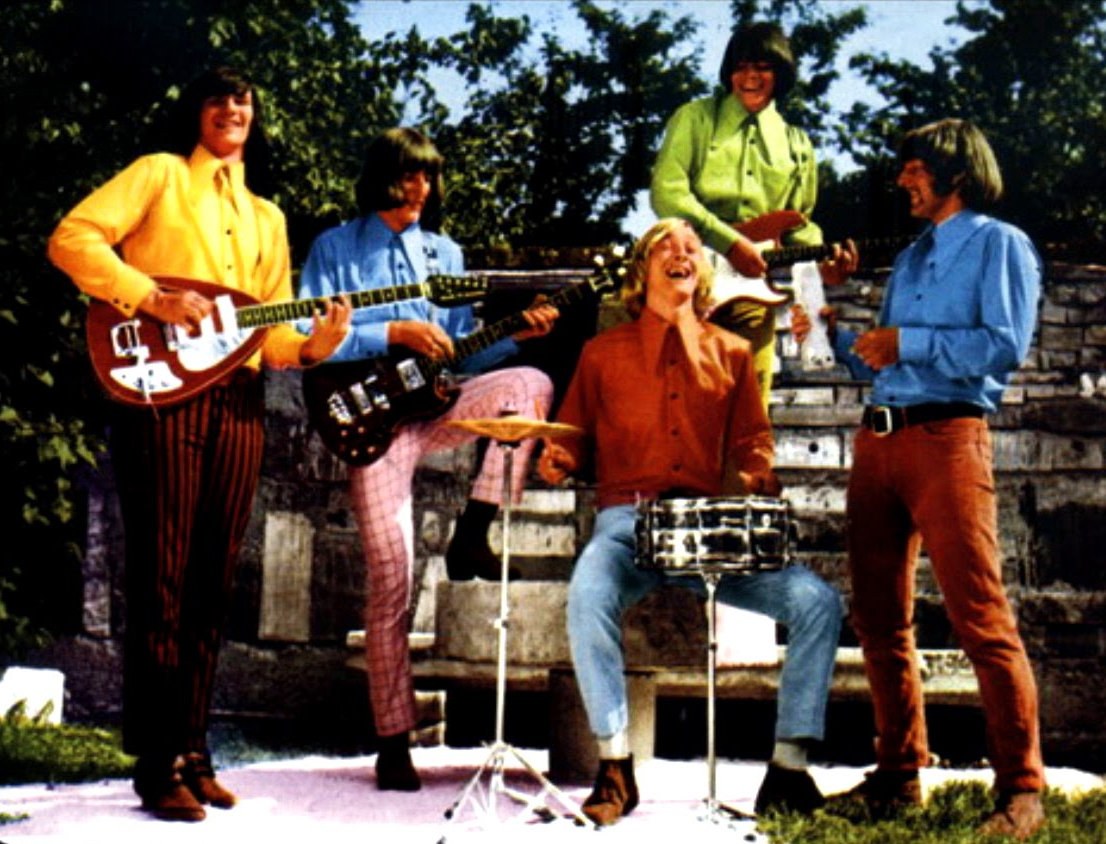
Danilo Kocjančič con i Kameleoni

Danilo Kocjančič (Capodistria, 22 marzo 1949 – Lubiana, 3 febbraio 2013) è stato un cantante, chitarrista e compositore sloveno.

## Biografia
Iniziò la carriera musicale già come studente delle scuole medie, negli anni '60, con la costituzione del gruppo ai tempi d'avanguardia dei Kameleoni. Successivamente costituì i gruppi Danilo in Novi kameleoni, Boomerang, Rado & Danilo, Labirint, Prizma, Bazar e gli Halo.
Il suo autentico talento si dimostrò con il gruppo dei Prizma, con il quale con i testi di Drago Mislej-Mef raccolse diversi successi (»Pogum«, »Dobrodošli«, »Senca«, »Ta moška«, ecc.), vinse ai festival e compose tre LP e diversi singoli. In seguito ai successi dei Prizma, ottenne grandi successi con il gruppo Bazar (»Tina«, »Portorož 1905«, »Dober dan«, »Poišči me«, »Amerika«, ecc.), che vennero ripresi da diversi interpreti.
Continuò con il gruppo Halo, che ottenne grande successo con la canzone »Anita ni nikoli ...«. Iniziò a scrivere canzoni anche per altri interpreti (Tinkara Kovač, Polona, Lara Baruca, Monika Pučelj, Aleksandra Čermelj, ecc.), che iniziarono la loro carriera e diventarono famosi con la sua collaborazione.
Successivamente pubblicò l'album da solista Vse moje ljubezni e Danilo & Friends e nel 2005 il disco Danilo poje Kocjančiča, nel quale per la prima volta cantò da solista tutte le voci principali.
Dal 2011 alla sua morte fu attivo come chitarrista e voce con il gruppo Danilo Kocjančič & Friends, assieme a Ladi Mljač (cantante e percussionista del gruppo Prizma), Matjaž Švagelj (Kalamari), Slavko Ivančič, Matjaž Sterže, ecc).
Le sue composizioni hanno ricevuto premi ai festival Melodije morja in sonca (sei volte) e Pop delavnica. Tra gli altri, nel 2012 ricevette il premio speciale al festival Rock Otočec.
Si esibì per l'ultima volta il 17 novembre 2012 al palazzo dello sport Skala a Pivka; il 3 febbraio 2013 morì dopo pochi mesi di malattia per un tumore.
Uno dei suoi figli è il deejay e produttore Tine Kocjančič, conosciuto con lo pseudonimo di Valentino Kanzyani.

## Discografia
Kameleoni
- Šampioni Jugoslavije, Diskos, 1967
- Dedicated to the One I Love, Jugoton, 1967
- Kameleoni, 1981
- Kameleoni 66-67, Helidon, 1994
- Za vse generacije, Helidon, 1995
- The Ultimate Collection, Croatia Records, 2011

Prizma
- Če si moja, Cesta v jutro, Helidon, 1977
- Jamajka, Pogum (skupaj s Tomažem Domiceljem), ZKP RTV Ljubljana, 1978
- Senca, Glas noči, ZKP RTV Ljubljana, 1979
- Sidro, Moje čudne žene, ZKP RTV Ljubljana, 1979
- Pogum, ZKP RTV Ljubljana, 1979
- Junak zadnje strane, PGP RTB, 1983
- Največje uspešnice, ZKP RTV Slovenija, 1996

Bazar
- Bazar, ZKP RTV Ljubljana, 1986
- Amerika, ZKP RTV Slovenija, 1990
- Kompilacija 84-92, ZKP RTV Slovenija, 1998

Halo
- Anita ni nikoli ..., ZKP RTV Slovenija, 1997
- Kaj je novega, ZKP RTV Slovenija, 1999
- V živo, ZKP RTV Slovenija, 2003

solista
- Danilo & Friends - Največji uspehi, Helidon, 1994
- Vse moje ljubezni, ZKP RTV Slovenija, 1999
- Danilo poje Kocjančiča, Nika Records, 2005

Danilo Kocjančič & Friends
- Nisi prva, nisi zadnja, ZKP RTV Slovenija, 2018